# Brigade financière
 (juillet 2024).
La brigade financière est l'une des divisions de la police judiciaire parisienne (PJ). Elle fait partie de la sous-direction des Affaires économiques et financières (SDAEF), bien que le terme de « brigade financière » soit néanmoins souvent utilisé à mauvais escient, pour désigner celle-ci.
Elle est spécialisée dans la délinquance en col blanc.

## Description et historique
Jusqu'en 2017, la brigade financière se situait au 122, rue du Château-des-Rentiers à Paris XIIIe, d'où son surnom de « Château des rentiers ». Elle a déménagé au 36, rue du Bastion à Paris  17e courant 2017. Elle est l'une des sept brigades spécialisées de la SDAEF domiciliées à cette adresse, qui comptent plus de 400 fonctionnaires :
- Brigade financière (BF) ;
- Brigade de recherches et d'investigations financières (BRIF) ;
- Brigade d'enquêtes sur les fraudes aux technologies de l'information (BEFTI) ;
- Brigade de répression de la délinquance astucieuse (BRDA) ;
- Brigade des fraudes aux moyens de paiement (BFMP) ;
- Brigade de répression de la délinquance économique (BRDE) ;
- Brigade de répression de la délinquance contre la personne (BRDP) — créée en 2005.

### Anciennes brigades
- Brigade des affaires sanitaires et des libertés publiques (BASLP) — dissoute en 2005 ;
- Brigade d'enquêtes sur les atteintes à la personne (BEAP) — dissoute en 2005.